# Venera 3
Venera 3 (Russisch: Венера-3) was een Russische onbemande ruimtemissie naar de planeet Venus uit de zestiger jaren van de vorige eeuw. Zij had als doel gegevens over de Venusatmosfeer te verzamelen met een afgeworpen landingscapsule. Deze vlucht beschouwt men als een mijlpaal in de interplanetaire ruimtevaart. Het was namelijk de eerste keer dat men erin slaagde een ruimteschip te laten landen op een andere planeet.

## Omgebouwde Marsrobot
De Russen hadden een paar exemplaren van hun Marssondes over. Venera 3 was de tweede in een serie van drie die werd omgebouwd, zodat dit type verkenner alsnog kon worden ingezet tijdens hun onderzoek naar Venus.

## Instrumenten

### Wetenschappelijke instrumenten

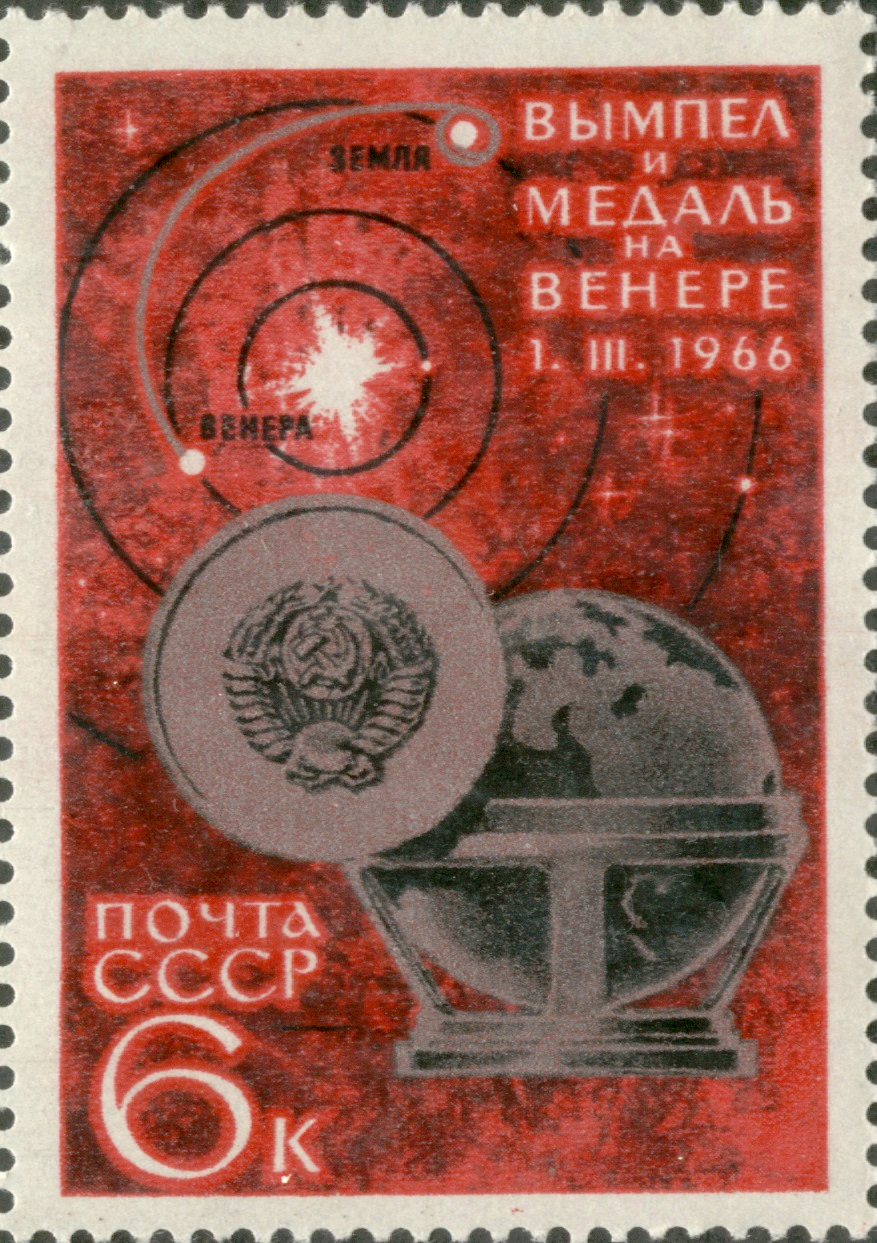
Postzegel van Venera 3 uit 1966

De landingscapsule van Venera 3 had een diameter van 90 cm en was uitgerust met radioapparatuur, een elektrische krachtbron en een stralingsdetector. Tevens beschikte hij over instrumenten om gegevens over luchtdruk, temperatuur en samenstelling van de uiterst vijandige atmosfeer van onze buurplaneet te verzamelen. De atmosferische gegevens zouden worden verzameld tijdens de afdaling naar het oppervlak. Om elk risico op besmetting van eventueel leven op Venus met aardebacteriën uit te sluiten, was de landingscapsule vooraf gesteriliseerd. Het resterende gedeelte van Venera 3 kon niet afremmen om in een baan rond de planeet te geraken, maar zou tijdens zijn passage met Venus foto's nemen.

### Niet-wetenschappelijke instrumenten
De Russen gaven hun verkenner nog iets anders mee: medaillons met het Wapen van de Sovjet-Unie. Dit werd gedaan uit oogpunt van propaganda. De ruimterace was toentertijd in volle gang en zowel de Amerikanen als de Russen probeerden elkaar constant de vliegen af te vangen met primeurs; tweede prijzen werden door beide kampen beschouwd als gevoelig en ernstig verlies van prestige.

## Verloop van de missie

### Lancering
Venera 3 werd gelanceerd op 16 november 1965
met een A-2-e draagraket vanaf Bajkonoer. Deze sonde woog in totaal 960 kg, de landingscapsule had een massa van 337 kg. Zowel Venera 2 als Venera 3 hadden een hoogte van 3 m.

### Vlucht naar Venus en landing
Op tweede kerstdag 1965 voerde de sonde een geslaagde koerswijziging uit op weg naar Venus. Helaas verloor de Russische vluchtleiding op 16 februari 1966, amper twee weken voor de beoogde landing, alle contact met hun robotverkenner. Desalniettemin stootte Venera 3 automatisch zijn lander af op 1 maart 1966, die vervolgens een harde landing maakte. Hiermee boekten de Russen, zoals zo vaak in de beginjaren van de ruimtevaart, een belangrijke primeur: voor de eerste maal in de geschiedenis lukte het om een landing op een andere planeet uit te voeren. Door het verlies van het radiocontact konden er echter geen wetenschappelijke gegevens worden verkregen. Diverse bronnen spreken elkaar tegen over de exacte locatie van de landing.

### Onderzoek naar falen
Dit was niet de eerste keer dat een Russische Venussonde vroegtijdig de geest gaf. Onderzoek naderhand wees uit dat Venera 3, net als zijn onfortuinlijke voorganger Venera 2, dezelfde ontwerpfouten vertoonde betreffende interne temperatuurregeling. Dit resulteerde in falende zonnepanelen en boordinstrumenten.
1 · 2 · 3 · 4 · 5 · 6 · 7 · 8 · 9 · 10 · 11 · 12 · 13 · 14 · 15 · 16 · Vega 1 · Vega 2